# Aleksandr Jálifman
Aleksandr Valérievich Jálifman (Александр Валерьевич Халифман, transliterado por la FIDE como Alexander Khalifman; 18 de enero de 1966) es un jugador de ajedrez ruso. Gran Maestro Internacional desde 1990 y campeón del mundo para la FIDE en el período (1999-2000). A septiembre de 2006 es el jugador número 210 del mundo con una puntuación Elo de 2608.

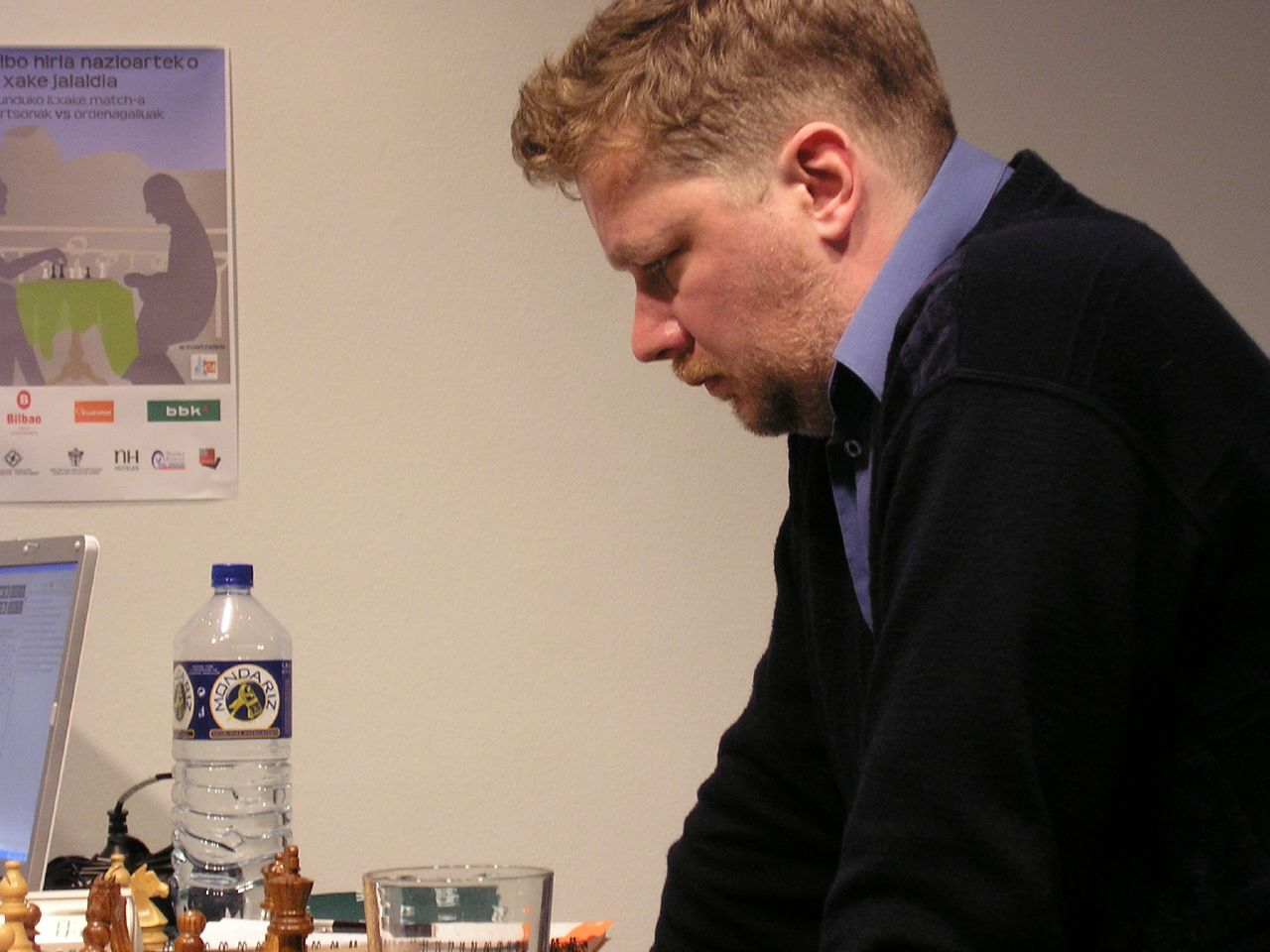
Aleksandr en el Festival Internacional de Ajedrez celebrado en Bilbao en 2005.

Llegó de improviso al Mundial FIDE de Las Vegas de 1999 y derrotó en la final por el título a Vladímir Akopián, de Armenia.